# Mike Thelwall

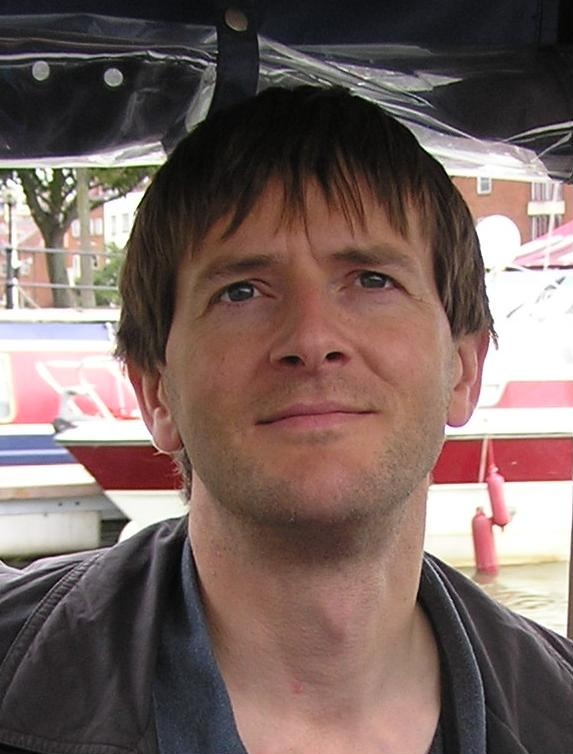
Mike Thelwall

Michael Arijan Thelwall (* 5. Februar 1965 in Stamford, Lincolnshire, Großbritannien; meist nur Mike Thelwall) ist ein britischer Informationswissenschaftler.
Thelwall ist Professor an der Universität von Wolverhampton in Großbritannien. Seine Forschungsschwerpunkte liegen in der Webometrie, Informationswissenschaft und Informatik. Im Bereich der Webometrie ist er einer der Autoren mit den meisten Veröffentlichungen.
2015 erhielt er den Derek John de Solla Price Award der Zeitschrift Scientometrics.